# Liolaemus kolengh
Liolaemus kolengh är en ödleart som beskrevs av  Fernando Abdala och LOBO 2006. Liolaemus kolengh ingår i släktet Liolaemus och familjen Tropiduridae. Inga underarter finns listade i Catalogue of Life.